# Diocèse de Gap
Le diocèse de Gap est un ancien diocèse français, érigé au Ve siècle et supprimé en 1790, apaprtenant à la province du Dauphiné. Il est remplacé en 1822 par le diocèse de Gap et Embrun.

## Histoire
Une bulle de Frédéric Barberousse vient confirmer les droits régaliens de l'évêque Grégoire, à Arles, le 31 juillet 1178,. Roman donnait par erreur le 18 juillet, date qui correspond à la confirmation des droits de l'Église d'Apt,. Grégoire obtient ainsi le titre de Prince du Saint-Empire.